# Простое число

Целые числа от нуля до ста. Простые числа отмечены красным.

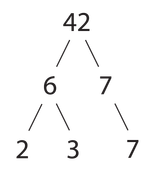
Разложение числа 42 на простые множители:

Просто́е число́ — натуральное число, имеющее ровно два различных натуральных делителя. Другими словами, натуральное число {\displaystyle p} является простым, если оно отлично от {\displaystyle 1} и делится без остатка только на {\displaystyle 1} и на само {\displaystyle p}.
Пример: число {\displaystyle 2} простое (делится на {\displaystyle 1} и на {\displaystyle 2}), а {\displaystyle 4} не является простым, так как, помимо {\displaystyle 1} и {\displaystyle 4}, делится на {\displaystyle 2} — имеет три натуральных делителя.
Изучением свойств простых чисел занимается теория чисел, а основная теорема арифметики устанавливает в ней их центральную роль: любое целое число, превышающее {\displaystyle 1}, либо является простым, либо может быть выражено произведением простых чисел, причём такое представление однозначно с точностью до порядка сомножителей. Единицу не относят к простым числам, так как иначе указанное разложение становится неоднозначным: {\displaystyle x=1\cdot x=1\cdot 1\cdot x=1\cdot 1\cdot ...\cdot 1\cdot x}.
Натуральные числа можно разделить на три класса: единица (имеет один натуральный делитель), простое число (имеет два натуральных делителя), составное число (имеет более двух натуральных делителей). Как простых, так и составных чисел бесконечно много.
Последовательность простых чисел начинается так:
2, 3, 5, 7, 11, 13, 17, 19, 23, 29, 31, 37, 41, 43, 47, 53, 59, 61, 67, 71, 73, 79, 83, 89, 97, 101, 103, 107, 109, 113, 127, 131, 137, 139, 149, 151, 157, 163, 167, 173, 179, 181, 191, 193, 197, 199, 211, 223, 227, 229, 233, 239, 241, 251, 257, 263, 269, 271, 277, 281, 283, 293, …
Существуют различные алгоритмы проверки числа на простоту. Например, известный метод перебора делителей, в сравнении с другими примитивный и медленный.
Простые числа широко используются в математике и смежных науках. Во многих алгоритмах информационных технологий, например в асимметричных криптосистемах, используются свойства факторизации целых чисел.
Многие проблемы, касающиеся простых чисел, остаются открытыми.
Существуют обобщения понятия простого числа для произвольных колец и других алгебраических структур.
Множество всех простых чисел обычно обозначают символами {\displaystyle \mathbf {P} } или {\displaystyle \mathbb {P} } 

## История
Неизвестно, когда было определено понятие простого числа, однако первые свидетельства относят к верхнему палеолиту, что подтверждается костью Ишанго.
В сохранившихся записях древнеегипетских математиков есть намёки на то, что у них были некоторые представления о простых числах: например, папирус Райнда, относящийся ко второму тысячелетию до нашей эры, содержит таблицу соотношений числа 2 к {\displaystyle n}, представленных суммой трёх или четырёх египетских дробей с единицей в числителе и различных знаменателях. Разложения дробей, знаменатели которых имеют общий делитель, похожи, поэтому египтяне по крайней мере знали разницу между простыми и составными числами.

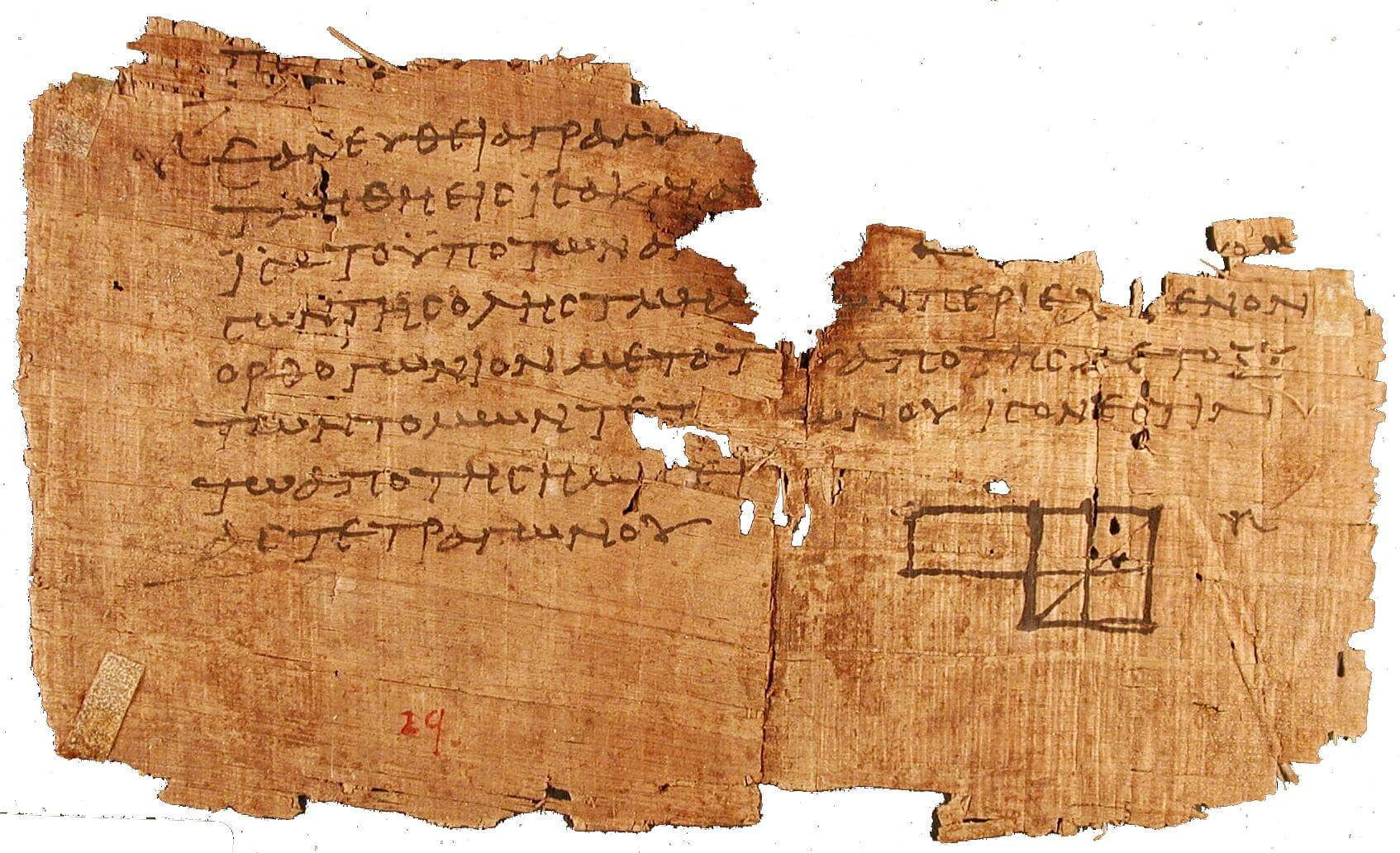
Фрагмент «Начал» Евклида, обнаруженный в Оксиринхе

Самые ранние дошедшие до нас исследования простых чисел принадлежат математикам Древней Греции. Они изобрели решето Эратосфена — алгоритм последовательного нахождения всех простых чисел от 1 до {\displaystyle n}. Опубликованные в приблизительно трёхсотом году до нашей эры «Начала» Евклида содержат важные теоремы о простых числах, включая бесконечность их множества, лемму Евклида и основную теорему арифметики.

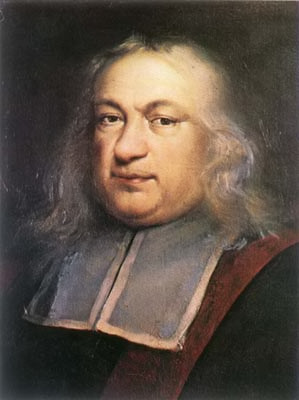
Пьер Ферма

Вплоть до XVII века существенных новых работ в области простых чисел не было. В 1640 году Пьер де Ферма сформулировал малую теорему Ферма, затем доказанную Лейбницем и Эйлером, и теорему о сумме двух квадратов, а также высказал предположение: все числа вида {\displaystyle 2^{2^{n}}+1} являются простыми, и даже доказал это до {\displaystyle n=4}. Но уже для следующего числа Ферма {\displaystyle 2^{2^{5}}+1} Эйлер доказал делимость на {\displaystyle 641}. Новые простые числа в последовательности Ферма не найдены до сих пор. В то же время французский монах Марен Мерсенн обнаружил, что последовательность {\displaystyle 2^{p}-1}, где {\displaystyle p} — простое, даёт также простое число (числа Мерсенна).
Работа Эйлера в теории чисел вместила немало сведений о простых. Он показал, что бесконечный числовой ряд {\displaystyle 1/2+1/3+1/5+1/7+1/11+...} — расходящийся. В 1747 году он доказал, что чётные совершенные числа являются значениями последовательности {\displaystyle 2^{p-1}(2^{p}-1)}, где сомножитель является числом Мерсенна. В его переписке с Гольдбахом последний изложил свою знаменитую гипотезу о представлении любого чётного числа, начиная с четырёх, суммой двух простых. Доказательство гипотезы пока не найдено.
С начала XIX века внимание многих математиков занимала проблема асимптотического распределения простых чисел. Лежандр и Гаусс независимо друг от друга высказали предположение: плотность простых чисел в среднем близка к величине, обратно пропорциональной натуральному логарифму.
Долгое время простые числа считались малоприменимыми за пределами чистой математики. Ситуация изменилась в 1970-е годы, после появления концепций криптографии с открытым ключом, в которых простые числа составили основу первых алгоритмов шифрования, таких как RSA.

## Разложение натуральных чисел в произведение простых
Представление натурального числа в виде произведения простых называется разложением на простые, или факторизацией числа. На настоящий момент не известны полиномиальные алгоритмы факторизации чисел, хотя и не доказано, что таких алгоритмов не существует. На предполагаемой большой вычислительной сложности задачи факторизации базируется криптосистема RSA и некоторые другие. Факторизация с полиномиальной сложностью теоретически возможна на квантовом компьютере с помощью алгоритма Шора.

### Основная теорема арифметики
Основная теорема арифметики утверждает, что каждое натуральное число, большее единицы, представимо в виде произведения простых чисел, причём единственным способом с точностью до порядка следования сомножителей. Таким образом, простые числа являются элементарными «строительными блоками» натуральных чисел. Например:
| {\displaystyle 23244} | {\displaystyle =2\cdot 2\cdot 3\cdot 13\cdot 149}                                                                                   |
|                       | {\displaystyle =2^{2}\cdot 3\cdot 13\cdot 149}. ({\displaystyle 2^{2}} обозначает квадратную или вторую степень {\displaystyle 2}.) |
Как было показано в этом примере, один и тот же простой делитель может появляться несколько раз. Разложение:
n = p1 · p2 · ... · pt
числа n на (конечное число) простых множителей p1, p2, … ,pt называется разложением на простые множители числа n. Основная теорема арифметики может быть перефразирована таким образом: любое разложение на простые числа будет тождественным с точностью до порядка делителей. На практике для большинства чисел есть много простых алгоритмов разложения на множители, все они дают один и тот же результат.

## Простота единицы
Большинство древних греков даже не считало {\displaystyle 1} числом, поэтому они не могли считать его простым. К Средним векам и эпохе Возрождения многие математики включали {\displaystyle 1} в качестве первого простого числа. В середине XVIII века Христиан Гольдбах внёс в список {\displaystyle 1} в качестве первого простого числа в своей знаменитой переписке с Леонардом Эйлером; однако сам Эйлер не считал {\displaystyle 1} простым числом. В XIX веке многие математики по-прежнему считали число {\displaystyle 1} простым числом. Например, список простых чисел Деррика Нормана Лемера до {\displaystyle 10006721} числа, переизданный в 1956 году, начинался с {\displaystyle 1} в качестве первого простого числа. Говорят, что Анри Лебег является последним математиком, который назвал {\displaystyle 1} простым. К началу XX века математики стали приходить к консенсусу о том, что {\displaystyle 1} не является простым числом, а скорее формирует свою специальную категорию — «единицу».
Если считать {\displaystyle 1} простым числом, то основная теорема Евклида об арифметике (упомянутая выше) не будет выполняться, как было указано в начале статьи. Например, число {\displaystyle 15} может быть разложено как 3 · 5 и 1 · 3 · 5. Если бы {\displaystyle 1} являлась простым числом, эти два варианта считались бы разными факторизациями {\displaystyle 15}; следовательно, утверждение этой теоремы пришлось бы изменить. Точно так же решето Эратосфена работало бы неправильно, если бы {\displaystyle 1} считалась простым: модифицированная версия решета, которая предполагает, что {\displaystyle 1} является простым числом, исключает все множители, кратные {\displaystyle 1} (то есть все остальные числа), и даёт на выходе только одно число — {\displaystyle 1}. Кроме того, простые числа имеют несколько свойств, которых нет у числа {\displaystyle 1}, такие как отношение числа к его соответствующему значению функции тождества Эйлера или суммы функции делителей.

## Алгоритмы поиска и распознавания простых чисел

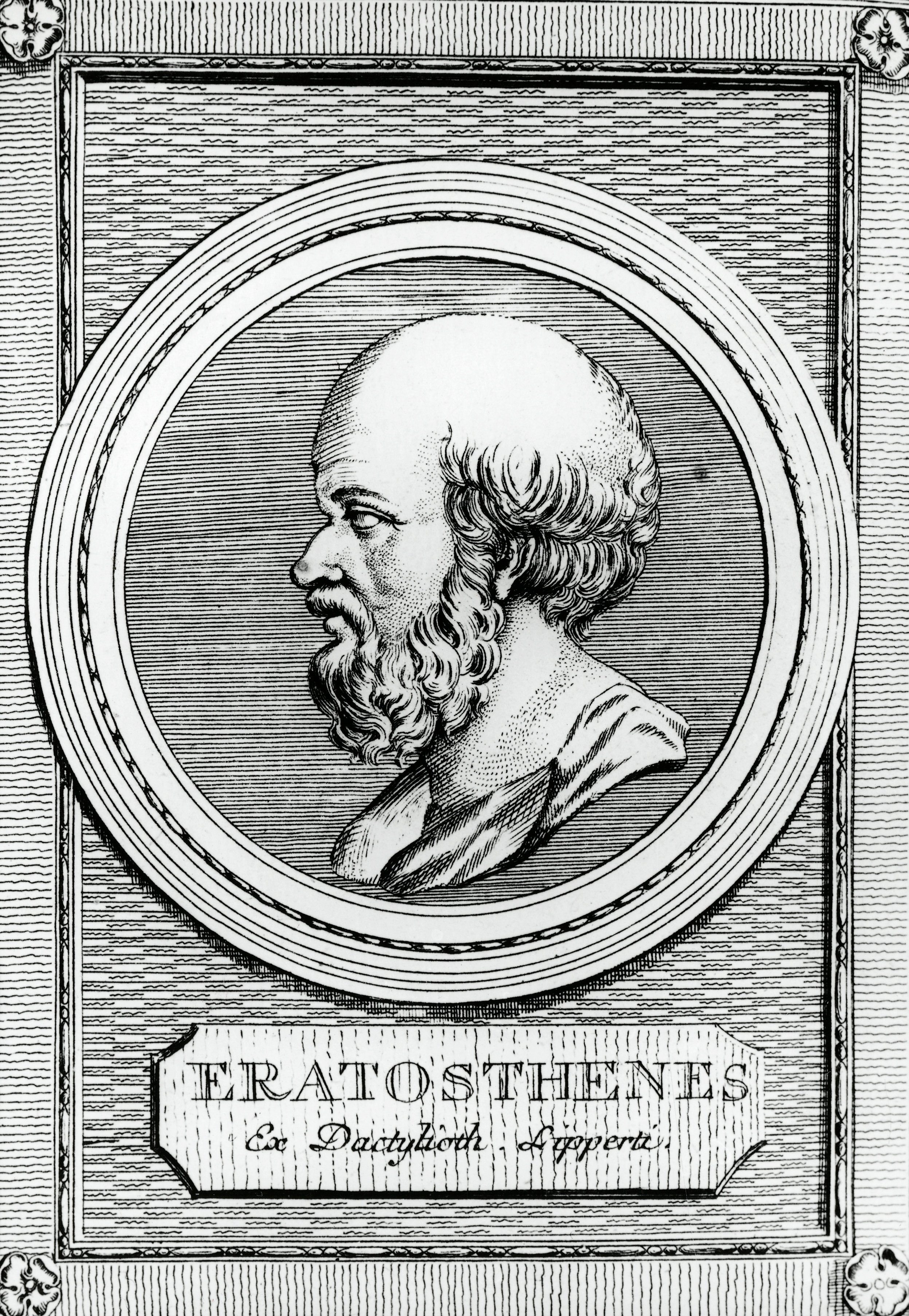
Эратосфен Киренский

Простые способы нахождения начального списка простых чисел вплоть до некоторого значения дают решето Эратосфена, решето Сундарама и решето Аткина.
Однако, на практике вместо получения списка простых чисел зачастую требуется проверить, является ли данное число простым. Алгоритмы, решающие эту задачу, называются тестами простоты. Существует множество полиномиальных тестов простоты, но большинство их является вероятностными (например, тест Миллера — Рабина) и используются для нужд криптографии. В 2002 году было доказано, что задача проверки на простоту в общем виде полиномиально разрешима, но предложенный детерминированный тест Агравала — Каяла — Саксены имеет довольно большую вычислительную сложность, что затрудняет его практическое применение.
Для некоторых классов чисел существуют специализированные эффективные тесты простоты (см. ниже).

### Тест простоты
Тестом простоты (или проверкой простоты) называется алгоритм, который, приняв на входе число, позволяет либо не подтвердить предположение о составности числа, либо точно утверждать его простоту. Во втором случае он называется истинным тестом простоты. Задача теста простоты относится к классу сложности P, то есть время работы алгоритмов её решения зависит от размера входных данных полиномиально, что было доказано в 2002 году. Появление полиномиального алгоритма предсказывалось существованием полиномиальных сертификатов простоты и, как следствие, тем, что задача проверки числа на простоту принадлежала классам NP и co-NP одновременно.
Существующие алгоритмы проверки числа на простоту могут быть разделены на две категории: истинные тесты простоты и вероятностные тесты простоты. Результатом вычислений истинных тестов всегда является факт простоты либо составности числа. Вероятностный тест показывает, является ли число простым с некоторой вероятностью. Числа, удовлетворяющие вероятностному тесту простоты, но являющиеся составными, называются псевдопростыми. Одним из примеров таких чисел являются числа Кармайкла.
Одним из примеров истинных тестов простоты является тест Люка-Лемера для чисел Мерсенна. Очевидный недостаток этого теста заключается в его применимости только к числам определённого вида. Среди других примеров можно привести основанные на малой теореме Ферма
- Тест Пепина для чисел Ферма
- Теорема Прота для чисел Прота
- Тест Агравала — Каяла — Саксены, первый универсальный, полиномиальный, детерминированный и безусловный тест простоты.
- Тест Люка — Лемера — Ризеля

А также:
- метод перебора делителей
- Теорема Вильсона
- Критерий Поклингтона
- Тест Миллера
- Тест Адлемана — Померанса — Румели, усовершенствованный[28] Коэном и Ленстрой
- Тест простоты с использованием эллиптических кривых.

К вероятностным тестам простоты относят:
- Тест Ферма
- Тест Миллера — Рабина
- Тест Соловея — Штрассена
- Тест Бейли — Померанца — Селфриджа — Уогстаффа

### Большие простые числа
Уже в течение многих столетий поиск «больших» простых чисел вызывает интерес математиков. В последние десятилетия эти исследования приобрели прикладное значение из-за применения таких чисел в ряде алгоритмов шифрования, таких как RSA.
В семнадцатом столетии Марен Мерсенн предположил, что числа вида {\displaystyle 2^{n}-1} простые (при n ≤ 257) только для n равных 2, 3, 5, 7, 13, 17, 19, 31, 67, 127 и 257. Проверка верности предположения была намного выше возможностей того времени. Только в XX веке было обнаружено, что гипотеза была ложной и, вероятно, сделана «слепо», поскольку Мерсенн не учел три случая (для n = 61, 89 и 107); кроме того, оказалось, что числа, соответствующие n = 67 и n = 257 — составные.
В 1876 году Эдуард Люка доказал, что число M 127 (39-значное число) — простое, оно оставалось самым большим известным простым числом до 1951 года, когда были найдены {\displaystyle {\frac {2^{148}+1}{17}}} (44 цифры) и, немного позднее, {\displaystyle 180*(2^{127}-1)^{2}+1} (из 79 цифр) — последнее простое число, которое было найдено с помощью электронного калькулятора. С тех пор все последующие большие простые числа были обнаружены с помощью компьютера: с 1952 года (когда SWAC показал, что M 521 является простым), по 1996 год они были найдены суперкомпьютером, и все были простыми Мерсенна (найденные с использованием теста Люка-Лемера, специфического алгоритма для таких чисел), за исключением числа {\displaystyle 391581*2^{216193}-1}, которое было рекордом между 1989 и 1992 годами.

### Алгоритмы получения простых чисел
Некоторые задачи математики с использованием факторизации требуют ряд очень больших простых чисел, выбранных случайным образом. Алгоритм их получения, основанный на постулате Бертрана (Для любого натурального n ≥ 2 найдётся простое число p в интервале n < p < 2n.):
| Алгоритм: 1. Ввод: натуральное число {\displaystyle N} 2. Решение (поиск случайного простого числа P) 1. {\displaystyle P\gets } Функция генерации произвольного натурального числа на отрезке {\displaystyle [N,2N]} 2. Если {\displaystyle P} составное, то 1. {\displaystyle P\leftarrow \,P+1} 2. Если {\displaystyle P=2N} то 1. {\displaystyle P\leftarrow \,N} 3. Возврат «{\displaystyle P} — случайное простое» |

Время решения задачи этим алгоритмом не определено, но есть большая вероятность, что оно всегда является полиномиальным, пока имеется достаточно простых чисел, и они распределены более-менее равномерно. Для простых случайных чисел эти условия выполняются.
Наиболее эффективным средством построения простых чисел является несколько модифицированная малая теорема Ферма.
Пусть N, S — нечётные натуральные числа, N-1 = S*R, причем для каждого простого делителя q числа S существует целое число {\displaystyle a} такое, что
{\displaystyle a^{N-1}=1{\pmod {N}}}, {\displaystyle \gcd(a^{{\frac {N-1}{q}}-1},n)=1}
Тогда каждый простой делитель p числа N удовлетворяет сравнению
{\displaystyle p=1{\pmod {2S}}}
Следствие. Если выполнены условия теоремы Ферма и {\displaystyle R\leqslant 4S+2}, то N — простое число.
Покажем теперь, как с помощью последнего утверждения, имея большое простое число {\displaystyle S}, можно построить существенно большее простое число {\displaystyle N}. Выберем для этого случайным образом чётное число {\displaystyle R} на промежутке {\displaystyle R\leqslant 4S+2} и положим {\displaystyle N=SR+1}. Затем проверим число {\displaystyle N} на отсутствие малых простых делителей, разделив его на малые простые числа; испытаем {\displaystyle N} некоторое количество раз с помощью алгоритма Рабина. Если при этом выяснится, что {\displaystyle N} — составное число, следует выбрать новое значение {\displaystyle R} и опять повторить вычисления. Так следует делать до тех пор, пока не будет найдено число N, выдержавшее испытание алгоритмом Рабина достаточно много раз. В этом случае появляется надежда на то, что {\displaystyle N} — простое число, и следует попытаться доказать простоту с помощью тестов простоты.

## Бесконечность множества простых чисел
Простых чисел бесконечно много. Это утверждение упоминается как теорема Евклида в честь древнегреческого математика Евклида, поскольку первое известное доказательство этого утверждения приписывается ему. Известно ещё много доказательств бесконечности простых чисел, в том числе аналитическое доказательство Эйлера, доказательство Гольдбаха на основе чисел Ферма, доказательство Фурстенберга с использованием общей топологии и элегантное доказательство Куммера.

## Наибольшее известное простое
Наибольшим известным простым числом по состоянию на 2024 год является число Мерсенна 2136 279 841 − 1. Оно было найдено Люком Дюрантом в рамках проекта GIMPS в октябре 2024 года и содержит 41 024 320 десятичных цифр.  Предыдущее самое большое известное простое число, открытое в декабре 2018 года, было на 16 миллионов знаков меньше.
Издавна ведутся записи, отмечающие наибольшие известные на то время простые числа. Один из рекордов поставил в своё время Эйлер, найдя простое число 231 − 1 = 2 147 483 647.
Числа Мерсенна выгодно отличаются от остальных наличием эффективного теста простоты: теста Люка — Лемера. Благодаря ему простые числа Мерсенна давно удерживают рекорд как самые большие известные простые.
За нахождение простых чисел из более чем 100 000 000 и 1 000 000 000 десятичных цифр EFF назначила денежные призы соответственно в 150 000 и 250 000 долларов США. Ранее EFF уже присуждала призы за нахождение простых чисел из 1 000 000 и 10 000 000 десятичных цифр.

## Простые числа специального вида
Существует ряд чисел, простота которых может быть установлена эффективно с использованием специализированных алгоритмов.
- Числа Мерсенна — числа вида {\displaystyle M_{n}=2^{n}-1}, где n — натуральное число[37]. При этом число Мерсенна может быть простым, только если n — простое число. Как уже было отмечено выше, эффективным тестом простоты является тест Люка — Лемера[38].
- Числа Ферма — числа вида {\displaystyle F_{n}=2^{2^{n}}+1}, где n — неотрицательное целое число[39]. Эффективным тестом простоты является тест Пепина. По состоянию на февраль 2015 года известно только 5 простых чисел Ферма (для n = 0, 1, 2, 3, 4), двадцать восемь следующих чисел Ферма (до {\displaystyle F_{32}} включительно) оказались составными[40], однако не доказано, что других простых чисел Ферма нет[41].
- Числа Вудала — числа вида {\displaystyle W_{n}=n\cdot 2^{n}-1}[42]. Эффективным тестом простоты является тест Люка — Лемера — Ризеля[43].
- Числа Каллена — числа вида {\displaystyle C_{n}=n\cdot 2^{n}+1}[44][45].
- Числа Прота — числа вида {\displaystyle P=k\cdot 2^{n}+1}, причём k нечётно и {\displaystyle 2^{n}>k}[46]. Эффективным тестом простоты для чисел Прота является тест Бриллхарта — Лемера — Селфриджа (англ. Brillhart–Lehmer–Selfridge test)[47]. Числа Каллена и числа Ферма являются частным случаем чисел Прота (соответственно при k = n и при k = 1, {\displaystyle n=2^{m}})[48].
- Числа Миллса — числа вида {\displaystyle P_{n}=[A^{3^{n}}],} где {\displaystyle A} — константа Миллса[49].

Для поиска простых чисел обозначенных типов в настоящее время используются проекты распределённых вычислений GIMPS, PrimeGrid, Ramsey@Home, Seventeen or Bust, Riesel Sieve, Wieferich@Home.

## Некоторые свойства
- Если p — простое, и p делит ab, то p делит a или b. Доказательство этого факта было дано Евклидом и известно как лемма Евклида[9][50]. Она используется в доказательстве основной теоремы арифметики.
- Кольцо вычетов {\displaystyle \mathbb {Z} _{n}} является полем тогда и только тогда, когда {\displaystyle n} — простое[51].
- Характеристика каждого поля — это ноль или простое число[51].
- Если {\displaystyle p} — простое, а {\displaystyle a} — натуральное, то {\displaystyle a^{p}-a} делится на {\displaystyle p} (малая теорема Ферма)[52].
- Если {\displaystyle G} — конечная группа, порядок которой {\displaystyle |G|} делится на {\displaystyle p}, то {\displaystyle G} содержит элемент порядка {\displaystyle p} (теорема Коши)[53].
- Если {\displaystyle G} — конечная группа, и {\displaystyle p^{n}} — максимальная степень {\displaystyle p}, которая делит {\displaystyle |G|}, то {\displaystyle G} имеет подгруппу порядка {\displaystyle p^{n}}, называемую силовской подгруппой, более того, количество силовских подгрупп равно {\displaystyle pk+1} для некоторого целого {\displaystyle k} (теоремы Силова)[54].
- Натуральное {\displaystyle p>1} является простым тогда и только тогда, когда {\displaystyle (p-1)!+1} делится на {\displaystyle p} (теорема Вильсона)[55].
- Если {\displaystyle n>1} — натуральное, то существует простое {\displaystyle p}, такое, что {\displaystyle n<p<2n} (постулат Бертрана)[56].
- Ряд чисел, обратных к простым, расходится[12]. Более того, при {\displaystyle x\to \infty }
{\displaystyle \sum _{p<x}{\frac {1}{p}}\ \sim \ \ln \ln x.}
- Любая арифметическая прогрессия вида {\displaystyle a,a+q,a+2q,a+3q,...}, где {\displaystyle a,q>1} — целые взаимно простые числа, содержит бесконечно много простых чисел (теорема Дирихле о простых числах в арифметической прогрессии)[57].
- Всякое простое число, большее 3, представимо в виде {\displaystyle 6k+1} или {\displaystyle 6k-1}, где {\displaystyle k} — некоторое натуральное число. Отсюда, если разность между несколькими последовательными простыми числами (при k>1) одинакова, то она обязательно кратна 6 — например: 251-257-263-269; 199-211-223; 20183-20201-20219.
- Если {\displaystyle p>3} — простое, то {\displaystyle p^{2}-1} кратно 24 (справедливо также для всех нечётных чисел, не делящихся на 3)[58].
- Теорема Грина-Тао. Существуют сколь угодно длинные конечные арифметические прогрессии, состоящие из простых чисел[59].
- Никакое простое число не может иметь вид {\displaystyle n^{k}-1}, где n>2, k>1. Иначе говоря, число, следующее за простым, не может быть квадратом или более высокой степенью с основанием, бо́льшим 2. Из этого следует также, что если простое число имеет вид {\displaystyle 2^{k}-1}, то k — простое (см. числа Мерсенна)[37].
- Никакое простое число не может иметь вид {\displaystyle n^{2k+1}+1}, где n>1, k>0. Иначе говоря, число, предшествующее простому, не может быть кубом или более высокой нечётной степенью с основанием, бо́льшим 1[60].
- Каждое простое число (кроме чисел вида {\displaystyle 8n-1}) можно представить в виде суммы трех квадратов[61].

## Применения
Простые числа являются фундаментальными компонентами во многих областях математики.

### Арифметические функции
Арифметические функции, а именно функции, определённые на множестве натуральных чисел и принимающих значения во множестве комплексных чисел, играют решающую роль в теории чисел. В частности, среди них наиболее важными являются мультипликативные функции, то есть функции {\displaystyle f}, обладающие следующим свойством: если пара {\displaystyle (a,b)} состоит из взаимно простых чисел, то имеет место равенство
{\displaystyle f(ab)=f(a)f(b)}
Примерами мультипликативных функций являются функция Эйлера {\displaystyle \phi }, которая ставит в соответствие числу {\displaystyle n} количество натуральных чисел, меньших n и взаимно простых с ним и количество делителей числа n. Значение этих функций от степени простого числа:
- Функция {\displaystyle \phi } Эйлера:

{\displaystyle \phi (p^{m})=p^{m}-p^{m-1}}
- Функция делителя:

{\displaystyle \sigma (p^{m})=m+1}
Арифметические функции можно легко вычислить, зная значения, которые они принимают для степеней простых чисел. На самом деле из разложения натурального числа n на множители
{\displaystyle n=p_{1}^{q_{1}}\cdot ...\cdot p_{a}^{q_{a}}}
мы имеем, что
{\displaystyle f(n)=f(p_{1}^{q_{1}})\cdot ...\cdot f(p_{a}^{q_{a}})}
и следовательно, возвращаясь к задаче вычисления {\displaystyle f(n)} получается что вычислить {\displaystyle f} от каждой степени простого делителя обычно проще, чем вычислить {\displaystyle f} по общей формуле.
Например, чтобы узнать значение функции Эйлера {\displaystyle \phi } от n = 450 = 2 × 3 2 × 5 2, достаточно вычислить
{\displaystyle \phi (450)=\phi (2)\cdot \phi (3^{2})\cdot \phi (5^{2})=(2-1)\cdot (9-3)\cdot (25-5)=120}

### Модульная арифметика
В модульной арифметике простые числа играют очень важную роль: кольцо вычетов {\displaystyle \mathbb {Z} /n\mathbb {Z} } является полем тогда и только тогда, когда n является простым. Также существование первообразного корня кольца {\displaystyle \mathbb {Z} /n\mathbb {Z} } привязано к простым числам: оно существует, только если n — простое число, 1, 2, 4 или число в форме {\displaystyle p^{n}\circ 2p^{n}}, где p нечётно.
Одной из важнейших теорем модульной арифметики является малая теорема Ферма. Эта теорема утверждает, что для любого простого числа р и любого натурального числа a имеем:
{\displaystyle a^{p}\equiv a{\pmod {p}}}
или для любого простого р и любого натурального а не делящегося на р, справедливо:
{\displaystyle a^{p-1}\equiv 1{\pmod {p}}}
Это свойство можно использовать для проверки того, что число не является простым. На самом деле, если n таково, что:
{\displaystyle a^{n}\not \equiv a{\pmod {n}}}
для некоторого натурального а, то n не может быть простым. Однако это свойство не может быть использовано для проверки числа на простоту: есть некоторые числа, называемые числами Кармайкла (наименьшее — 561) для которых это будет неверно. Числом Кармайкла называется составное число, которое является псевдопростым числом по каждому основанию b, взаимно простому с n. В 1994 году Уильям Роберт Альфорд, Эндрю Гранвиль и Карл Померанс показали, что таких чисел бесконечно много.

### Теория групп
Простые числа также играют основополагающую роль в алгебре. В теории групп группа, в которой каждый элемент является степенью простого числа р, называется р-группой. P-группа является конечной тогда и только тогда, когда порядок группы (число её элементов) является степенью р. Примером бесконечной р-группы является p-группа Прюфера. Известно, что p-группы имеют нетривиальный центр и, следовательно, не могут быть простыми (кроме группы с p элементами); если группа конечна, более того, все нормальные подгруппы пересекают центр нетривиальным образом.
Примером таких групп является циклическая группа умножения по модулю простого числа.
Все группы порядка p являются циклическими и поэтому абелевыми; также абелева каждая группа порядка p 2. Кроме того, любая конечная абелева группа изоморфна прямому произведению конечного числа циклических р-групп.
В теореме Коши утверждается, что если порядок конечной группы G делится на простое число p, то G содержит элементы порядка p. Эта теорема обобщается теоремами Силова.

### Криптосистема с открытым ключом
Некоторые алгоритмы криптографии с открытым ключом, такие как RSA и обмен ключами Диффи-Хеллмана, основаны на больших простых числах (обычно 1024—2048 бит). RSA полагается на предположение, что намного проще (то есть более эффективно) выполнять умножение двух (больших) чисел x и y, чем вычислять взаимно простые x и y, если известно только их произведение {\displaystyle x\cdot y} . Обмен ключами Диффи-Хеллмана основан на том, что существуют эффективные алгоритмы возведения в степень по модулю, а обратная операция — дискретного логарифмирования считается сложной.

#### RSA
Трудность факторизации больших чисел привела к разработке первого эффективного метода криптографии с открытым ключом — RSA. В этой криптографической системе, человек, который должен получить зашифрованное сообщение, генерирует ключ: выбираются два различных случайных простых числа {\displaystyle p} и {\displaystyle q} заданного размера (обычно используются, 1024- или 2048-битные числа). Далее вычисляется их произведение {\displaystyle n=p*q}, называемое модулем. Вычисляется значение функции Эйлера от числа {\displaystyle n}: {\displaystyle \phi (n)=(p-1)(q-1)}. Выбирается целое число {\displaystyle e} ({\displaystyle 1<e<\phi (n)}), взаимно простое со значением функции {\displaystyle \phi (n)}. Обычно в качестве {\displaystyle e} берут небольшие простые числа (например, простые числа Ферма). Число {\displaystyle e} называется открытой экспонентой (англ. public exponent). Вычисляется число {\displaystyle d}, называемое секретной экспонентой, мультипликативно обратное к числу e по модулю {\displaystyle \phi (n)}. Пара {\displaystyle \{e,n\}} публикуется в качестве открытого ключа RSA (англ. RSA public key). Пара {\displaystyle \{d,\phi (n)\}} играет роль закрытого ключа RSA (англ. RSA private key) и держится в секрете.
Теоретически можно получить закрытый ключ из общедоступной информации: в настоящее время для этого требуется факторизация числа {\displaystyle n}, что делает передачу защищенного сообщения безопасной, если простые числа удовлетворяют определённым условиям и являются «достаточно большими». Пока не известно, существуют ли эффективные методы для расшифровки сообщения, не связанные с прямой атакой на факторизацию {\displaystyle n}, но было показано, что плохой выбор открытого ключа может сделать систему более уязвимой для таких атак.
В 1991 году RSA Security опубликовала список полупростых чисел, предлагая денежные призы за разложение некоторых из них на множители, с целью подтверждения безопасности метода и поощрения исследования в этой области: инициатива называлась Challenge RSA Factoring. На протяжении многих лет некоторые из этих чисел были разложены, а для других проблема факторизации все ещё остается открытой; однако конкурс был завершен в 2007 году.

## Формулы для нахождения простых чисел
В разное время предпринимались попытки указать выражение, значениями которого при разных значениях входящих в него переменных были бы простые числа.
Л. Эйлер указал многочлен {\displaystyle \textstyle n^{2}-n+41,} принимающий простые значения при n = 0, 1, 2, …, 40. Однако при n = 41 значение многочлена является составным числом. Можно доказать, что не существует многочлена от одной переменной n, который принимает простые значения при всех целых n.
П. Ферма предположил, что все числа вида 22k + 1 простые; однако Эйлер опроверг эту гипотезу, доказав, что число 225 + 1 = 4 294 967 297 — составное.
Тем не менее, существуют многочлены, множество положительных значений которых при неотрицательных значениях переменных совпадает с множеством простых чисел. Одним из примеров является многочлен
{\displaystyle {\begin{aligned}{\bigl (}k+2{\bigr )}{\bigl \{}1&-{\bigl [}wz+h+j-q{\bigr ]}^{2}-{\bigl [}(gk+2g+k+1)(h+j)+h-z{\bigr ]}^{2}-{\bigl [}2n+p+q+z-e{\bigr ]}^{2}\\&-{\bigl [}16(k+1)^{3}(k+2)(n+1)^{2}+1-f^{2}{\bigr ]}^{2}-{\bigl [}e^{3}(e+2)(a+1)^{2}+1-o^{2}{\bigr ]}^{2}-{\bigl [}(a^{2}-1)y^{2}+1-x^{2}{\bigr ]}^{2}\\&-{\bigl [}16r^{2}y^{4}(a^{2}-1)+1-u^{2}{\bigr ]}^{2}-{\bigl [}((a+u^{2}(u^{2}-a))^{2}-1)(n+4dy)^{2}+1-(x+cu)^{2}{\bigr ]}^{2}-{\bigl [}n+l+v-y{\bigr ]}^{2}\\&-{\bigl [}(a^{2}-1)l^{2}+1-m^{2}{\bigr ]}^{2}-{\bigl [}ai+k+1-l-i{\bigr ]}^{2}-{\bigl [}p+l(a-n-1)+b(2an+2a-n^{2}-2n-2)-m{\bigr ]}^{2}\\&-{\bigl [}q+y(a-p-1)+s(2ap+2a-p^{2}-2p-2)-x{\bigr ]}^{2}-{\bigl [}z+pl(a-p)+t(2ap-p^{2}-1)-pm{\bigr ]}^{2}{\bigr \}}\end{aligned}}}
содержащий 26 переменных и имеющий степень 25. Наименьшая степень для известных многочленов такого типа — 5 при 42 переменных; наименьшее число переменных — 10 при степени около 1,6·1045. Этот результат является частным случаем доказанной Юрием Матиясевичем диофантовости любого перечислимого множества.
Интересно, что приведённый выше многочлен, который порождает простые числа, сам разлагается на множители. Заметим, что второй множитель этого многочлена (в фигурных скобках) имеет форму: единица минус сумма квадратов. Таким образом, многочлен может принимать положительные значения (при положительных {\displaystyle k}) только если, каждый из этих квадратов (то есть каждый многочлен в квадратных скобках) равен нулю. В этом случае выражение в фигурных скобках будет равно 1.

## Открытые вопросы

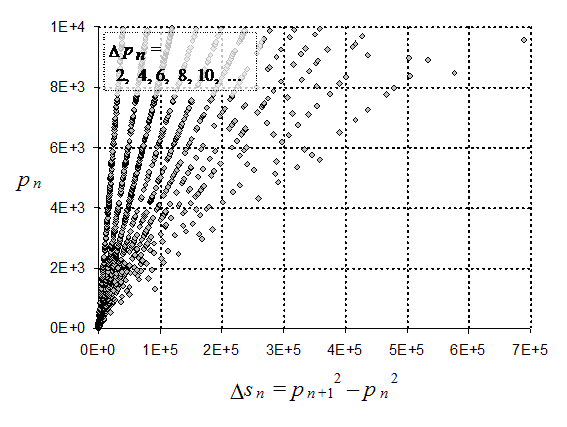
Распределение простых чисел p_{n} = f (Δs_{n}); Δs_{n} = p_{n+1}² — p_{n}². Δp_{n} = p_{n+1} — p_{n}; Δp_{n} = 2, 4, 6, ….

До сих пор существует много открытых вопросов относительно простых чисел, наиболее известные из которых были перечислены Эдмундом Ландау в 1912 году на Пятом Международном математическом конгрессе:
1. Проблема Гольдбаха (первая проблема Ландау): верно ли, что каждое чётное число, большее двух, может быть представлено в виде суммы двух простых чисел?
2. Вторая проблема Ландау: бесконечно ли множество «простых близнецов» — пар простых чисел, разность между которыми равна 2[57]? В 2013 году математик Чжан Итан из университета Нью-Гэмпшира доказал, что существует бесконечно большое количество пар простых чисел, расстояние между которыми не превышает 70 миллионов[78][79]. Другими словами, всегда будут встречаться простые числа, удалённые друг от друга не более чем на 70 млн. Уже 20 июля 2013 года усилиями Polymath Project[англ.] удалось снизить оценку расстояния до 4680[80]. В ноябре того же года Джеймс Мэйнард улучшил результат до 600[81]. Используя идеи Мэйнарда в 2014 году проект Polymath под руководством Теренса Тао несколько улучшили последний метод, гарантируя бесконечное число пар простых чисел с расстоянием не более 246[80][82].
3. Гипотеза Лежандра (третья проблема Ландау): верно ли, что для всякого натурального числа {\displaystyle n} между {\displaystyle n^{2}} и {\displaystyle (n+1)^{2}} всегда найдётся простое число[83]?
4. Четвёртая проблема Ландау: бесконечно ли множество простых чисел вида {\displaystyle n^{2}+1}, где {\displaystyle n} — натуральное число[57]?

Открытой проблемой является также существование бесконечного количества простых чисел во многих целочисленных последовательностях, включая числа Мерсенна, числа Фибоначчи, числа Ферма и др.

## Вариации и обобщения

### Неприводимые и простые элементы
В начале статьи было дано определение простого числа: натуральное число называется простым, если у него ровно два делителя — единица и само число. Аналогичное понятие можно ввести и в других алгебраических структурах; чаще всего рассматривается коммутативные кольца без делителей нуля (области целостности). У таких колец, однако, могут быть делители единицы, образующие мультипликативную группу. Например, в кольце целых чисел существуют два делителя единицы: {\displaystyle +1} и {\displaystyle -1.} Поэтому все целые числа, кроме делителей единицы, имеют не два, а по меньшей мере четыре делителя; например, у числа 7 делителями являются {\displaystyle 1;7;-1;-7.} Это означает, что обобщение понятия простого числа должно опираться на иные его свойства.
Аналогом простого числа для области целостности является неприводимый элемент, который определяется следующим образом.
| Ненулевой элемент {\displaystyle p} области целостности называется неприводимым (иногда неразложимым), если он не является делителем единицы и из равенства {\displaystyle p=ab} следует, что {\displaystyle a} или {\displaystyle b} является делителем единицы. |

Для целых чисел это определение означает, что неприводимыми элементами являются простые натуральные числа, а также противоположные им.
Из определения следует, что множество делителей неприводимого элемента {\displaystyle p} состоит из двух частей: все делители единицы и произведения {\displaystyle p} на все делители единицы (эти произведения называются элементами, ассоциированными с {\displaystyle p}). То есть количество делителей неприводимого {\displaystyle p,} если оно конечно, вдвое больше количества делителей единицы в кольце.
Важное значение имеет аналог основной теоремы арифметики, который в обобщённом виде формулируется следующим образом:
| Кольцо называется факториальным, если в нём каждый ненулевой элемент, не являющийся делителем единицы, может быть представлен в виде произведения неприводимых элементов, причём это представление единственно с точностью до перестановки сомножителей и их ассоциированности (умножения на делители единицы). |

Не всякая область целостности факториальна, см. контрпример. Евклидово кольцо всегда факториально.
Существует другое, более узкое обобщение понятия простого числа, называемое простым элементом.
| Ненулевой элемент {\displaystyle p} области целостности называется простым, если он не является делителем единицы и произведение {\displaystyle ab} может делиться на {\displaystyle p} лишь в том случае, когда хотя бы один из элементов {\displaystyle a} или {\displaystyle b} делится на {\displaystyle p}. |

Простой элемент всегда неприводим. В самом деле, если элемент {\displaystyle p} простой и {\displaystyle p=ab,} то по определению простого элемента один из сомножителей, пусть это будет {\displaystyle a,} делится на {\displaystyle p,} то есть {\displaystyle a=pq.} Тогда {\displaystyle p=ab=pqb} или, сокращая на {\displaystyle p} (в области целостности сокращение ненулевого множителя всегда возможно): {\displaystyle 1=qb,} то есть {\displaystyle b} является делителем единицы. ■
Обратное, вообще говоря, неверно, неприводимый элемент может не быть простым, если кольцо не является факториальным. Пример: рассмотрим кольцо чисел вида {\displaystyle a+b{\sqrt {5}}i,} где {\displaystyle a,b} — целые числа. Число 3 в нём неприводимо, так как у него только 4 делителя: {\displaystyle 3,1,-3,-1}. Однако оно не является простым элементом, в чём убеждает равенство:
{\displaystyle \left(2+{\sqrt {5}}i\right)\left(2-{\sqrt {5}}i\right)=9}
Число 3 делит правую часть равенства, но не делит ни одного из сомножителей. Можно из этого факта сделать вывод, что рассмотренное кольцо не факториально; и в самом деле, равенство {\displaystyle 6=2\cdot 3=(1-i{\sqrt {5}})(1+i{\sqrt {5}})} показывает, что разложение на неприводимые множители в этом кольце не однозначно.

### Примеры
Кольцо целых чисел факториально. В нём, как уже упоминалось выше, два делителя единицы.

#### Гауссовы целые числа
Кольцо гауссовых чисел состоит из комплексных чисел вида {\displaystyle a+bi,} где {\displaystyle a,b} — целые числа. Делителей единицы четыре: {\displaystyle 1;-1;i;-i.} Это кольцо факториально, неприводимыми элементами являются часть обычных простых чисел и «простые гауссовы» (например, {\displaystyle 1+i}). См. критерий простоты гауссова числа.
Пример разложения для числа 2, которое в кольце гауссовых чисел не является простым: {\displaystyle 2=(1+i)(1-i)=i(1-i)(1-i)} — неединственность разложения здесь кажущаяся, поскольку {\displaystyle 1-i} ассоциирована с {\displaystyle 1+i}, согласно равенству: {\displaystyle 1-i=(-i)(1+i).}

#### Целые числа Эйзенштейна
Кольцо целых чисел Эйзенштейна {\displaystyle \mathbb {Z} [\omega ]} состоит из комплексных чисел следующего вида:
{\displaystyle z=a+b\omega ,} где {\displaystyle a,b} — целые числа, {\displaystyle \omega ={\frac {1}{2}}(-1+i{\sqrt {3}})=e^{2\pi i/3}} (кубический корень из единицы),
В этом кольце шесть делителей единицы: (±1, ±ω, ±ω2), оно евклидово и поэтому факториально. Неприводимые элементы (они же простые элементы) кольца называются простыми числами Эйзенштейна.
Критерий простоты: целое число Эйзенштейна {\displaystyle z=a+b\omega } является простым числом Эйзенштейна тогда и только тогда, когда выполняется одно из следующих взаимоисключающих условий:
1. {\displaystyle z} ассоциировано с натуральным простым числом вида {\displaystyle 3n-1.}
2. {\displaystyle |z|^{2}=a^{2}-ab+b^{2}} (норма {\displaystyle z}) является натуральным простым вида {\displaystyle 3n} или {\displaystyle 3n+1}.

Отсюда следует, что норма любого целого числа Эйзенштейна является либо простым натуральным числом, либо квадратом простого натурального числа.
Числа, ассоциированные или комплексно-сопряжённые с простыми числами Эйзенштейна, также являются простыми числами Эйзенштейна.

#### Кольцо многочленов
Большое значение в алгебре имеет кольцо многочленов {\displaystyle K[x]}, образованное многочленами с коэффициентами из некоторого поля {\displaystyle K.} Делителями единицы являются здесь ненулевые константы (как многочлены нулевой степени). Кольцо многочленов евклидово и поэтому факториально. Если в качестве {\displaystyle K} взять поле вещественных чисел, то неприводимыми будут все многочлены 1-й степени и те многочлены 2-й степени, у которых нет вещественных корней (то есть их дискриминант отрицателен).